# Godzilla (1998)
Godzilla är en japansk-amerikansk actionfilm från 1998 i regi av Roland Emmerich.

## Handling
Filmen börjar med att några leguaner ser en atombomb explodera i Franska Polynesien och ett av leguanernas ägg utsätts för radioaktiv strålning. Senare ses en japansk oljetanker bli attackerad av ett gigantiskt odjur.
Dr. Nick Tatopoulos (Matthew Broderick) blir inkallad för att utreda attacken. Det enda spåret han kan hitta är dinosauriespår och radioaktivitet. Huvudrollsinnehavaren tror att odjuret är en mutant som har blivit muterad av radioaktiviteten från kärnvapenexplosionen i Franska Polynesien. Helt plötsligt blir Manhattan attackerat av odjuret som är lika stort som byggnaderna.

## Om filmen
I oktober 1992 meddelade TriStar Pictures planer på att producera en trilogi av Godzilla filmer. I maj 1993 anställdes Ted Elliott och Terry Rossio för att skriva manuset. I juli 1994 tillkännagavs Jan de Bont som regissör. De Bont lämnade projektet i december 1994 på grund av budgettvister och Emmerich anställdes i maj 1996 för att regissera och samskriva ett nytt manus med producenten Dean Devlin. Huvudfotografering började i maj 1997 och slutade i september 1997.
Godzilla fick premiär på biografer den 20 maj 1998 och fick negativa recensioner och drog in 379 miljoner dollar världen över mot en produktionsbudget på mellan 130 och 150 miljoner dollar. Trots att filmen gav in vinst, ansågs den som en biljettbesvikelse. Planerade uppföljare avbröts på grund av bristande intresse från publik, biografägare och licensinnehavare och en animerad serie producerades istället. TriStar-licensen till Godzilla gick ut 2003.

## Rollista (urval)
- Matthew Broderick - Dr. Niko "Nick" Tatopoulos
- Jean Reno - Philippe Roaché
- Maria Pitillo - Audrey Timmonds
- Hank Azaria - Victor "Animal" Palotti
- Kevin Dunn - Överste Anthony Hicks
- Michael Lerner - Borgmästare Ebert
- Harry Shearer - Charles Caiman, nyhetsankare
- Arabella Field - Lucy Palotti
- Vicki Lewis - Dr. Elsie Chapman
- Doug Savant - Sergeant O'Neal